# Біказу-Арделян (комуна)
Біказу-Арделян (рум. Bicazu Ardelean) — комуна у повіті Нямц в Румунії. До складу комуни входять такі села (дані про населення за 2002 рік):
- Біказу-Арделян (1764 особи)
- Телек (2123 особи)
- Тікош (342 особи)

Комуна розташована на відстані 269 км на північ від Бухареста, 34 км на захід від П'ятра-Нямца, 130 км на захід від Ясс, 135 км на північ від Брашова.

## Населення
За даними перепису населення 2002 року у комуні проживали 4229 осіб.
Національний склад населення комуни:
| Національність | Кількість осіб | Відсоток |
| -------------- | -------------- | -------- |
| румуни         | 4219           | 99,8%    |
| угорці         | 8              | 0,2%     |
| українці       | 1              | < 0,1%   |
| німці          | 1              | < 0,1%   |

Рідною мовою назвали:
| Мова      | Кількість осіб | Відсоток |
| --------- | -------------- | -------- |
| румунська | 4222           | 99,8%    |
| угорська  | 7              | 0,2%     |

Склад населення комуни за віросповіданням:
| Релігія        | Кількість осіб | Відсоток |
| -------------- | -------------- | -------- |
| православні    | 3909           | 92,4%    |
| греко-католики | 124            | 2,9%     |
| баптисти       | 96             | 2,3%     |
| адвентисти     | 65             | 1,5%     |
| римо-католики  | 31             | 0,7%     |
| реформати      | 2              | < 0,1%   |
| не релігійні   | 2              | < 0,1%   |